# 圣博内德茹
圣博内德茹（法語：Saint-Bonnet-de-Joux，法語發音：[sɛ̃ bɔnɛ də ʒu]）是法国索恩-卢瓦尔省的一个市镇，属于沙罗勒区。

## 地理
圣博内德茹（46°28'57"N, 4°26'22"E）面积29.43 平方千米，位于法国勃艮第-弗朗什-孔泰大區索恩-卢瓦尔省，该省份为法国中部省份，北起顺时针与科多尔省、汝拉省、安省、罗讷省、卢瓦尔省、阿列省和涅夫勒省接壤。
与圣博内德茹接壤的市镇（或旧市镇、城区）包括：拉吉什、莫尔奈、圣马丹德萨朗塞、叙安、旺德内斯莱沙罗勒、维里、博布里。

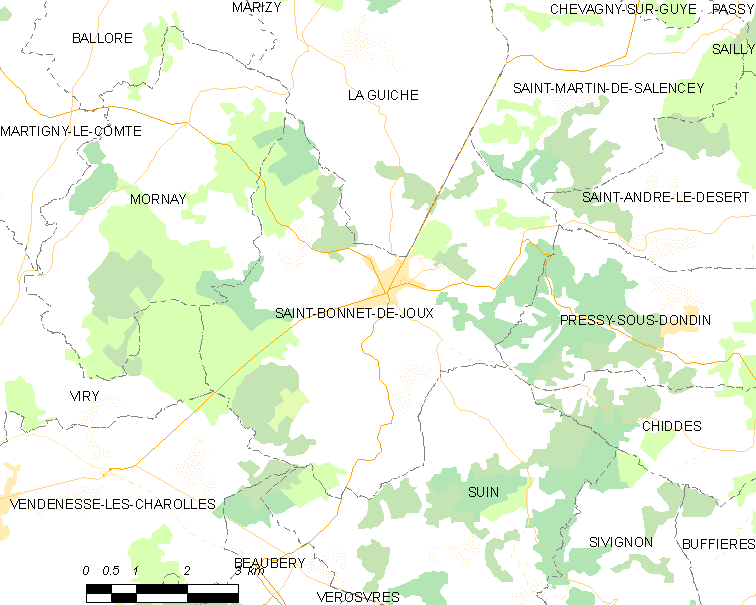
圣博内德茹的OSM定位图

圣博内德茹的时区为UTC+01:00、UTC+02:00（夏令时）。

## 行政
圣博内德茹的邮政编码为71220，INSEE市镇编码为71394。

## 政治
圣博内德茹所属的省级选区为沙罗勒县。

## 人口

1962-2008年间圣博内德茹人口变化图示

圣博内德茹于2022年1月1日时的人口数量为797人。